# Звейнс
Звейнс (нід. Zweins) — село в нідерландській провінції Фрисландія. Входить до муніципалітету Вадхуке.
Його площа становить 2,05км², а населення станом на 2021 рік складало 125 осіб.
Перша згадка про населений пункт датується 13-им сторіччям.